# Louis de Lyvron
Louis de Lyvron, pseudonyme d'Antoine-Louis Duclaux, comte de l'Estoille, né le 29 décembre 1835 à Renaison (Loire) et mort le 18 septembre 1894 à Neuilly-le-Réal (Allier), est un romancier et novelliste français.

## Naissance et jeunesse
Antoine-Louis Duclaux est le fils de Maximilien-Louis Duclaux, comte de l'Estoille, et Marie-Xavier de Barthelats.
Il passe ses premières années d'enfance à Taron, dont les paysages lui inspireront certains passages de ses romans. Il se fixe plus tard dans sa résidence aux Bonnévaux. Il fait l'école de Saint-Cyr et devient commandant. Il est chevalier de la Légion d'honneur.

## Carrière littéraire
Il commence à signer ses premiers romans sous le pseudonyme de Louis de Lyvron, en référence à sa grand-mère maternelle, Mme Goyet de Lyvron. Il fréquente les auteurs du Parnasse dans sa jeunesse, notamment chez l'éditeur Alphonse Lemerre. Certains de ses textes seront repris en musique, notamment par la compositrice Augusta Holmès.

## Œuvres
Sous le nom de Louis de Lyvron :
- Haïcks et Burnous, chants arabes, 1865
- Poèmes en prose, 1867
- Fusains, 1868
- Vercingétorix, 1869

Sous le nom d'Antoine de l'Estoille :
- La Chanson de l'Alouette :
  - La Statue, 1880
  - Celui qui doit venir, 1880
  - Le Moissonneur, 1880
- Les Amoureuses, 1883
- Nos Paysannes, la Michette, 1885
- Au Soleil, 1887
- En Kabylie (le Commandant), 1888
- Contes du Nord, 1892
- Claire et Barnabé, 1892
- Théâtre des Bonnévaux ; Suzanne et Suzon, 1894
- La Ferme des Saignats — Les Bonnevaux, 1894